# 2008年世界房車錦標賽法國站
2008年世界房車錦標賽法國站是2008年度世界房車錦標賽的第四站賽事，正式比賽在2008年6月1日於法國波城賽道上舉行。這是第四次在法國舉行賽事。第一回合由寶馬車隊的法夫斯勝出，第二回合由寶馬車隊的派奧勝出。